# Houssem Aouar
Houssem Aouar (* 30. června 1998 Lyon) je alžírský profesionální fotbalista, který hraje na pozici ofenzivního či středního záložníka za saúdskoarabský klub Al Ittihad FC a za alžírský národní tým.

## Klubová kariéra
Aouar se připojil k akademii Olympiqueu Lyon v roce 2009 ve věku 11 let. Svůj první profesionální kontrakt podepsal v červenci 2016, a to do roku 2019.
V klubu debutoval 16. února 2017 v zápase šestnáctifinále Evropské ligy proti nizozemskému AZ Alkmaar, když v 84. minutě vystřídal Sergiho Dardera. O týden později vstřelil svoji premiérovou branku v dresu Lyonu, a to v odvetném zápase proti Alkaaru. Gólem přispěl k vysoké výhře 7:1 a k postupu do dalšího kola soutěže. Aouar ve francouzské Ligue 1 debutoval 16. dubna téhož roku, a to při bezbrankové remíze proti SC Bastia. Zápas se nedohrál, když byl v zápase fanoušky Bastie napaden brankář Anthony Lopes; o tři týdny později získal zpětně Lyon tři body.
Na začátku sezóny 2017/18 se stal pravidelným členem základní sestavy a trenérovi Brunu Génésiovi se odvděčil 23. září 2017, když v zápase proti Dijonu vstřelil gól při remíze 3:3. 2. listopadu se střelecky prosadil v zápase Evropské ligy proti anglickému Evertonu, který Lyon vyhrál 3:0. 10. prosince dvěma brankami do sítě Amiens rozhodl zápas, který skončil vítězstvím Lyonu 2:1. V sezóně odehrál Aouar 44 zápasů, ve kterých vstřelil 7 branek. Díky svým výkonům byl nominován na ocenění Golden Boy. V červenci 2018 prodloužil Aouar s Lyonem smlouvu do roku 2023.
Dne 2. listopadu 2019, v ligovém zápase proti Toulouse, navlékl na svou ruku poprvé kapitánskou pásku a dovedl tým k výhře 3:2. 11. prosince 2019 vstřelil Aouar gól v zápase základní skupiny Ligy mistrů proti RB Leipzig, a pomohl tak Lyonu k postupu do vyřazovací fáze turnaje. V něm Lyon překvapivě postoupil přes italský Juventus a anglický Manchester City až do semifinále, ve kterém podlehl Bayernu Mnichov 0:3.
V únoru 2020 projevil zájem o Aouarovy služby italský Juventus či anglické kluby Arsenal a Manchester City. Podle deníku L’Équipe vyjádřil v září 2020 samotný Aouar přání odejít z Lyonu a vyzkoušet si jiné angažmá. V listopadu 2020 jej Lyon potrestal (nebyl nominován na následující zápas) za to, že odmítl trénovat bezprostředně po utkání v Angers, do kterého z lavičky nezasáhl. Přestupové spekulace okolo osoby francouzského záložníka se obnovily i v následujících přestupových obdobích. Mezi údajné zájemce patřil, kromě Arsenalu, také Tottenham Hotspur.

## Reprezentační kariéra
Aouar mohl prostřednictvím svých rodičů reprezentovat jak rodnou Francii, tak Alžírsko. V roce 2018 údajně zvažoval reprezentování Alžírska, a to i přesto, že na mládežnických úrovních reprezentoval Francii. V lednu 2019 byl nominován do alžírské reprezentace, nicméně Aouar pozvánku odmítl.
Do francouzské reprezentace byl poprvé povolán 26. srpna 2020 na zápasy proti Švédsku a Chorvatsku. 27. srpna byl ale pozitivně testován na covid-19, a tak jej v nominaci nahradil Nabil Fekir z Realu Betis.
Svého debutu se Aouar dočkal 7. října 2020, když nastoupil do přátelského zápasu proti Ukrajině.

## Statistiky

### Klubové
K 20. březnu 2022
| Klub   | Sezóna  | Liga    | Liga   | Liga | Národní pohár | Národní pohár | Ligový pohár | Ligový pohár | Evropské poháry | Evropské poháry | Celkem | Celkem |
| Klub   | Sezóna  | Liga    | Zápasy | Góly | Zápasy        | Góly          | Zápasy       | Góly         | Zápasy          | Góly            | Zápasy | Góly   |
| ------ | ------- | ------- | ------ | ---- | ------------- | ------------- | ------------ | ------------ | --------------- | --------------- | ------ | ------ |
| Lyon   | 2016/17 | Ligue 1 | 3      | 0    | 0             | 0             | 0            | 0            | 2               | 1               | 5      | 1      |
| Lyon   | 2017/18 | Ligue 1 | 32     | 6    | 4             | 0             | 0            | 0            | 8               | 1               | 44     | 7      |
| Lyon   | 2018/19 | Ligue 1 | 37     | 7    | 2             | 0             | 1            | 0            | 7               | 0               | 47     | 7      |
| Lyon   | 2019/20 | Ligue 1 | 25     | 3    | 4             | 3             | 4            | 2            | 8               | 1               | 41     | 9      |
| Lyon   | 2020/21 | Ligue 1 | 30     | 7    | 3             | 1             | —            | —            | —               | —               | 33     | 8      |
| Lyon   | 2021/22 | Ligue 1 | 27     | 3    | 0             | 0             | —            | —            | 7               | 2               | 34     | 5      |
| Celkem | Celkem  | Celkem  | 154    | 26   | 13            | 4             | 5            | 2            | 32              | 5               | 204    | 37     |

### Reprezentační
K 7. říjnu 2020
| Francie | Francie | Francie |
| Rok     | Zápasy  | Góly    |
| ------- | ------- | ------- |
| 2020    | 1       | 0       |
| Celkem  | 1       | 0       |

## Ocenění

### Individuální
- Jedenáctka sezóny Ligy mistrů UEFA: 2019/20[28]